# Amsterdam dankt zijn Canadezen
Amsterdam dankt zijn Canadezen is een monument in het Canadezenplantsoen (voor 2020 de Apollolaan) in Amsterdam, tegenover de Apollohal, tussen de Stadionweg en de Bernard Zweerskade.

## 8 mei 1945
Via de Berlagebrug, de Apollolaan, de Van Baerlestraat, het Leidseplein en het Singel trokken in 1945 duizend Canadezen Amsterdam binnen en gingen naar de Dam. Ongeveer een half miljoen Amsterdammers juichten hen toe.

## 1980
Op 5 mei 1980 trokken Canadezen over dezelfde route als in 1945 opnieuw Amsterdam binnen. Op de Apollolaan onthulden burgemeester Polak en de Canadese luitenant-kolonel Bell Irving het monument "Amsterdam dankt zijn Canadezen".
Het monument is gemaakt door Jan de Baat (1921-2010) en omvat een stalen wimpel die uit de grond rijst in een grasveld. Het uitwaaieren van de wimpel is een verwijzing naar de toekomst en de in 1945 herstelde bewegingsvrijheid.
Voor het monument staat een bord in het gras met op de bovenrand de inscriptie:
| Amsterdam dankt zijn Canadezen mei 45 - mei 80 |